# Потит Валерий Мессала
Поти́т Вале́рий Месса́ла (лат. Potitus Valerius Messala) — римский государственный деятель.
Возможно, его отцом был консул 53 года до н. э. Марк Валерий Мессала Руф. Известно, что Потит входил в состав коллегии квиндецемвиров священнодействий (до 43 — после 18 года до н. э.), а также занимал должности монетария (около 42 года до н. э.), военного трибуна или квестора, городского претора (32 год до н. э.).
В 29 году до н. э. Потит был назначен на должность консула-суффекта, во время отбывания которой совершил жертвоприношение в честь въезда Цезаря Октавиана в Рим. Он управлял провинцией Азия в должности проконсула в 25—23 годах до н. э.; являлся патроном Магнезии. Кроме того, после этого Потит был императорским легатом пропретором, вероятно, в Сирии около 19—18 годов до н. э.. В 17 году до н. э. он принимал участие в Секулярных играх.